# Дом Лукиных (Таганрог)
Дом Лукиных — памятник архитектуры местного значения, который располагается в переулке Антона Глушко, 15 в городе Таганроге Ростовской области.

## История
Исторические источники свидетельствуют, что дом по современному адресу — переулок Антона Глушко, 15, существовал ещё в 1827 году. Затем, не известно по каким причинам, он был разрушен и вновь построен в 1910-х годах. В это время владельцами двухэтажного особняка была семья Лукиных. Согласно статистическим данным, дом оценивался в 28 тысяч рублей.
Василий Павлович Лукин в конце XIX века заведовал городскими мореходными классами и стал автором книги «Навигация», которую моряки использовали в качестве пособия. В начале XX века он числился гласным Городской Думы и был председателем правления Донского земельного банка. Часто по рабочим вопросам посещал Санкт-Петербург. Умер в Киеве в 1919 году. Его жена Софья Андреевна Лукина в 1908 году организовала детскую кухню «Капля молока», а в 1914 году — открыла первый в городе детский сад. При этом, она работала преподавателем в частном начальном училище III разряда. В семье Лукиных было несколько детей. Дочь Вера Васильевна — в замужестве Ксинтарис, родилась 10 августа 1892 года. Сын, Константин Васильевич Лукин, получил образование в Санкт-Петербургском электротехническом институте, в 1921 году он женился на Евгении Николаевне Грековой. Третьим ребёнком в семье был Борис Васильевич Лукин.
Не известно, когда именно был построен третий этаж дома, но 7 ноября 1918 года в одной из таганрогских газет появилось объявление, что сапожная мастерская Фрейнделя, которая располагалась на третьем этаже дома Лукина, продается. Дом принадлежал этой семье до 1925 года. Во время гражданской войны здесь находилось Управление по формированию кавалерийских эскадронов Первой Конной армии, а в 1933 году в доме разместили экспонаты городского музея. С 1992 года дом охраняется законом как памятник архитектуры.

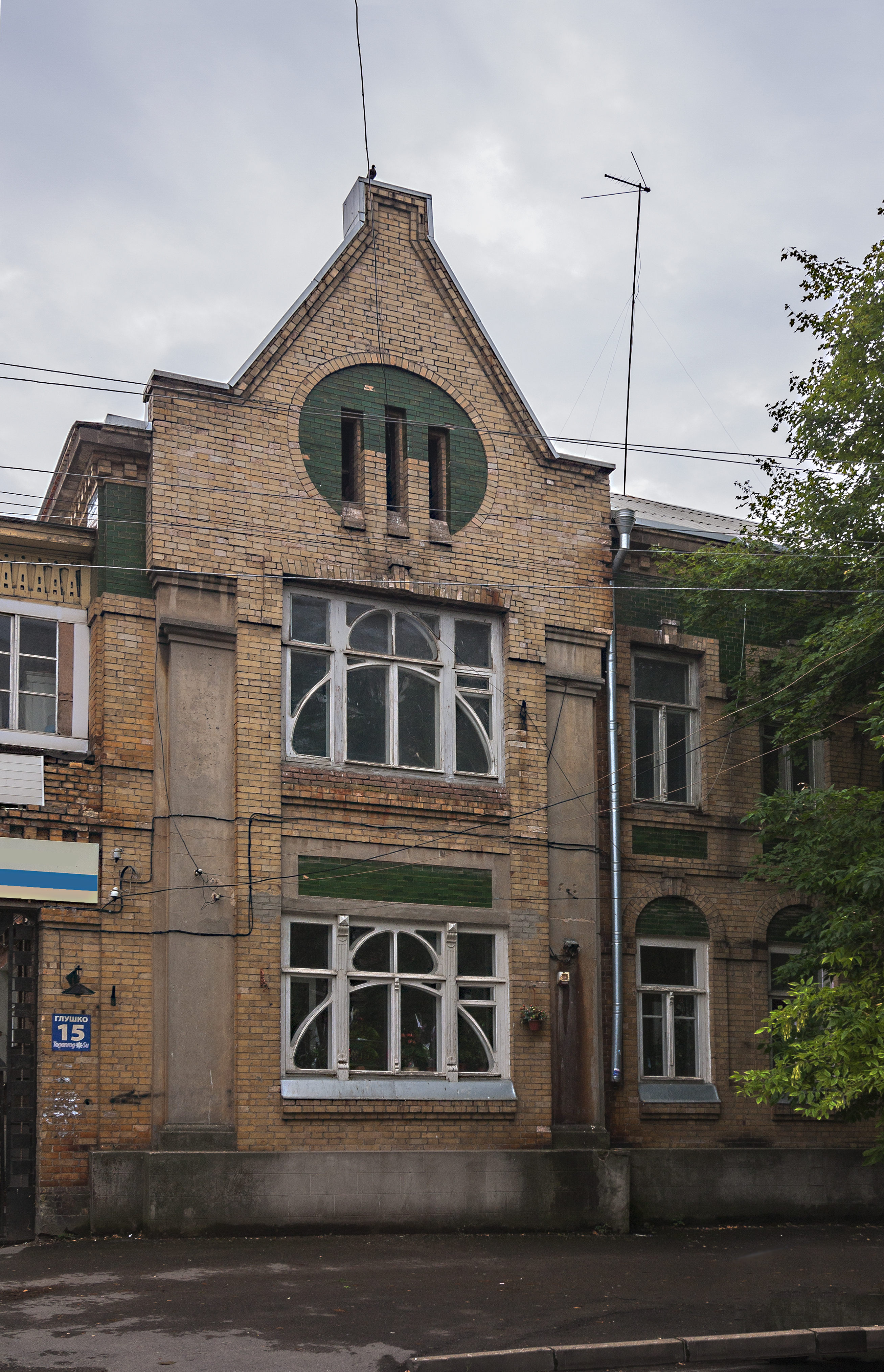
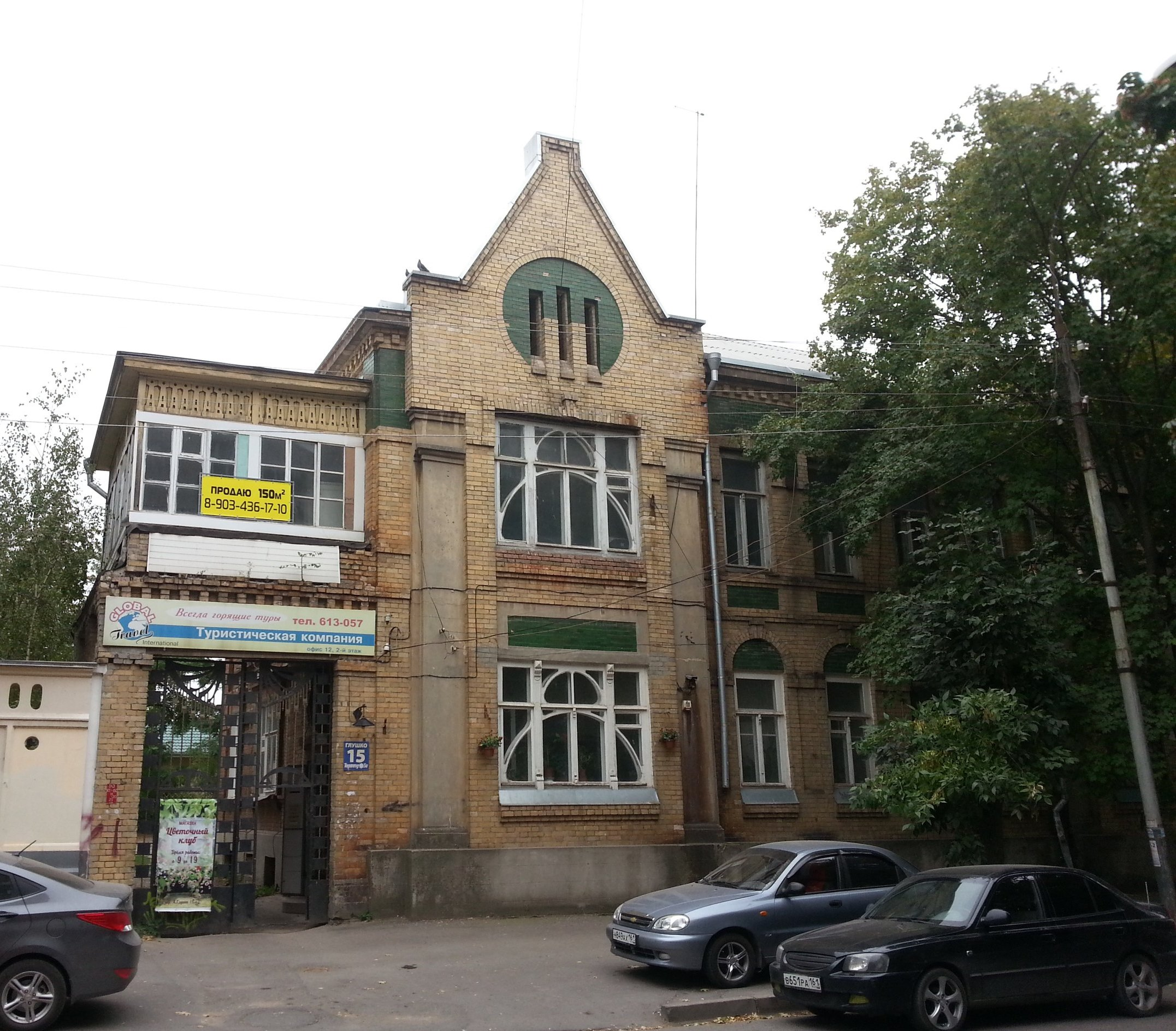
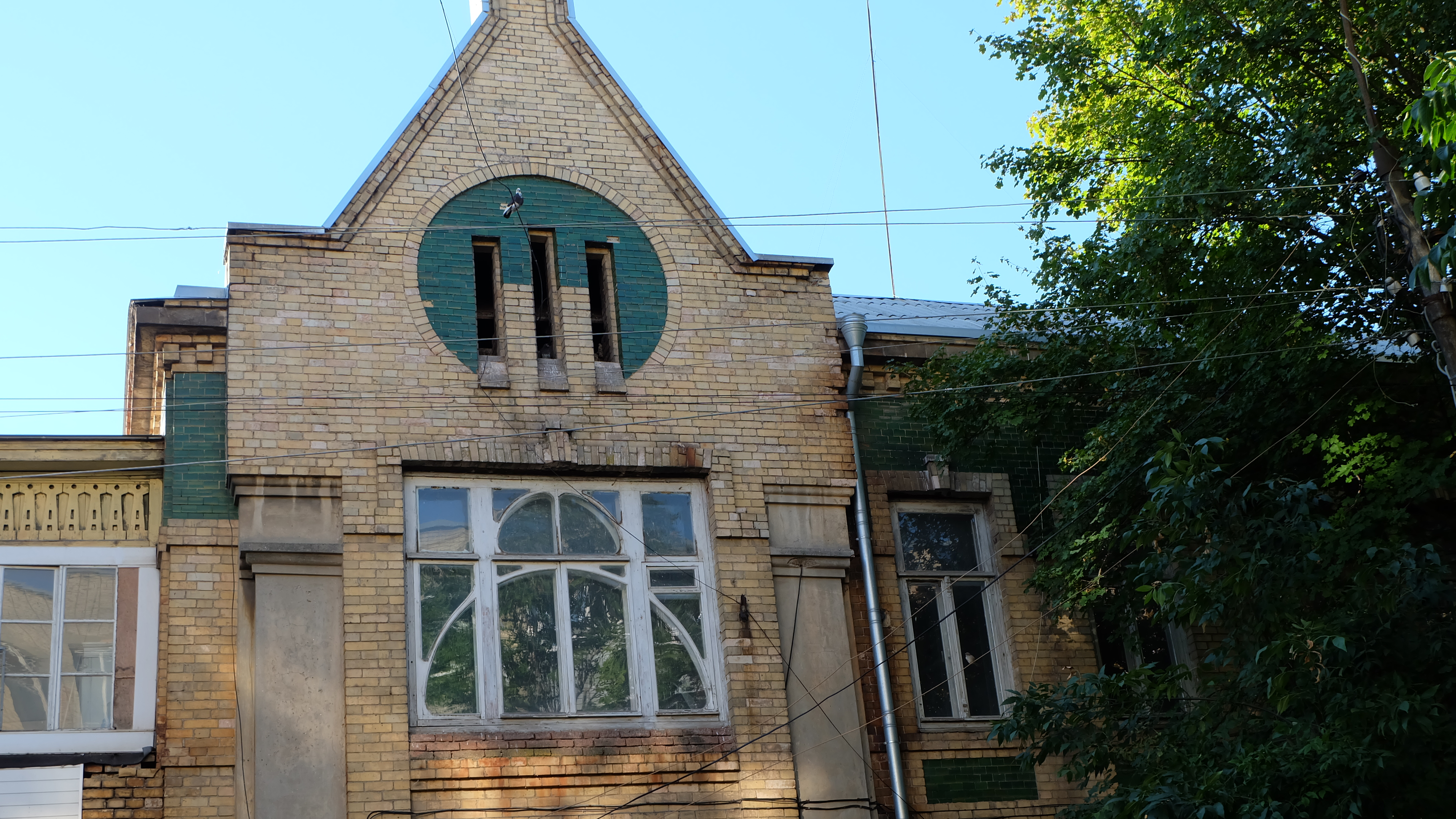
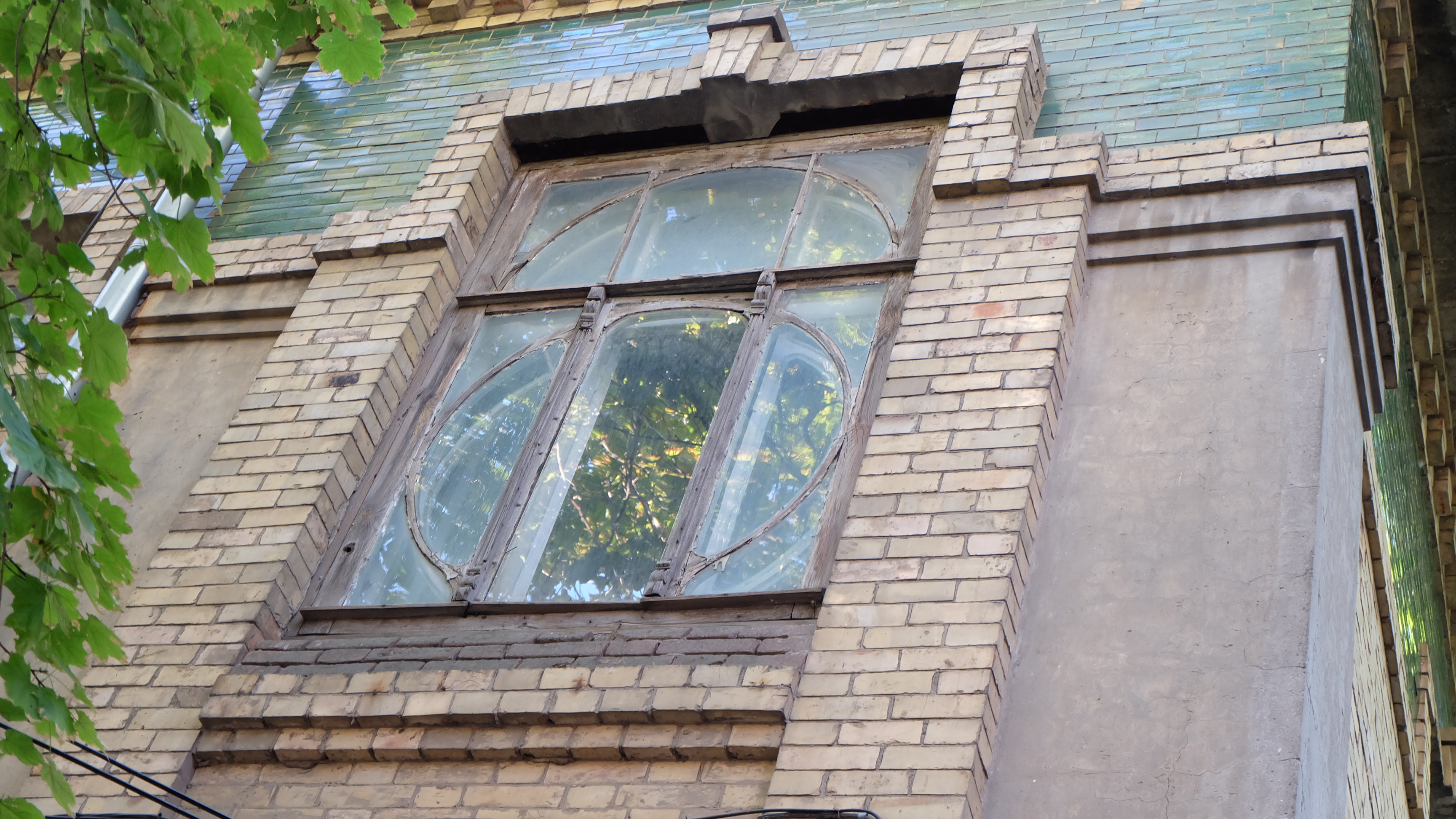